# Американские Виргинские Острова на Паралимпийских играх
Американские Виргинские Острова на Паралимпийских играх впервые приняли участие в 2012 году на летних Играх в Лондоне. На зимних Играх Американские Виргинские Острова участия пока не принимали. Медалей на Играх спортсмены Американских Виргинских Островов пока не завоевали.